# CONCACAF Champions League 2009/10
De CONCACAF Champions League 2009/10 was de tweede editie van dit voetbaltoernooi voor clubs die door de CONCACAF wordt georganiseerd. De CONCACAF Champions League verving in het seizoen 2008/09 de CONCACAF Champions Cup die tussen 1963-2008 43 edities kende. Het is de Noord- en Midden-Amerikaanse tegenhanger van de Europese Champions League.
De Mexicaanse club overheersten deze editie, alle vier de deelnemers bereikten de halve finale. Als winnaar van dit continentaal toernooi neemt CF Pachuca in december deel aan het Wereldkampioenschap voetbal voor clubs 2010.

## Opzet
De opzet in het tweede seizoen van de CONCACAF Champions League was gelijk aan die van het eerste seizoen. Er namen 24 clubs deel, als volgt verdeelt:
- van de NAFU
4 clubs uit Mexico en de Verenigde Staten
1 club uit Canada
- van de UNCAF
2 clubs uit Costa Rica, El Salvador, Guatemala, Honduras en Panama
1 club uit Belize en Nicaragua
- van de CFU
3 clubs via de CFU Club Championship
In de voorronde speelden zestien clubs een heen- en terugwedstrijd. De winnaars van deze duels plaatsten zich, samen met acht direct gekwalificeerde teams voor de groepsfase. De 16 teams werden verdeeld in vier groepen van vier waarvan de teams twee keer tegen elkaar spelen in een thuis- en uitwedstrijd. De nummers één en twee van elke groep plaatsen zich voor de knock-outfase die ook middels thuis- en uitwedstrijden werd gespeeld.
Voorronde (16 teams)
2 clubs uit Mexico, Panama en de Verenigde Staten
1 club uit Belize *, Canada, Costa Rica, El Salvador, Guatemala, Honduras en Nicaragua
3 clubs via de CFU Club Championship 2009
*  Op 12 mei 2009 werd bekend dat Belize zijn enige plaats verloor omdat niet aan de stadioneisen kon worden voldaan (vorig seizoen had Belize voor één jaar dispensatie gekregen). Deze plaats werd aan een derde club uit Honduras toegewezen. 
Groepsfase(16 teams)
2 clubs uit Mexico en de Verenigde Staten
1 club uit Costa Rica, El Salvador, Guatemala en Honduras
8 winnaars van de voorronde

## Toernooi

### Loting
De loting voor de voorronde en de groepsfase vond op 11 juni 2009 in het hoofdkwartier van de CONCACAF in New York plaats. De loting voor de knock-outfase (kwart-, halve finale en finale) vond op 17 november 2009 plaats.
| Groepsfase        | Groepsfase        | Groepsfase          | Groepsfase            |
| Pot A             | Pot A             | Pot B               | Pot B                 |
| ----------------- | ----------------- | ------------------- | --------------------- |
| Club Toluca       | Columbus Crew     | Deportivo Saprissa  | CSD Comunicaciones    |
| Pumas UNAM        | Houston Dynamo    | Club Marathón       | AD Isidro Metapán     |
| Voorronde         |                   |                     |                       |
| Pot A             | Pot A             | Pot B               | Pot B                 |
| Cruz Azul         | Municipal Liberia | Real España         | Club Sport Herediano  |
| CF Pachuca        | CD Olimpia        | CD Luis Ángel Firpo | W Connection          |
| Red Bull New York | San Francisco FC  | CD Jalapa           | Puerto Rico Islanders |
| DC United         | Toronto FC        | CD Árabe Unido      | San Juan Jabloteh     |

### Voorronde
De heenwedstrijden werden van 28 tot en met 30 juli gespeeld, de terugwedstrijden van 4 tot en met 6 augustus 2009.
| Team 1               | Tot.    | Team 2                | 1e wedstr. | 2e wedstr.   |
| -------------------- | ------- | --------------------- | ---------- | ------------ |
| CF Pachuca           | 10-1    | CD Jalapa             | 3-0        | 7-1          |
| Club Sport Herediano | 2-6     | Cruz Azul             | 2-6        | 0-0          |
| CD Olimpia           | 2-2 (u) | CD Árabe Unido        | 1-1        | 1-1          |
| San Francisco FC     | 2-3     | San Juan Jabloteh     | 2-0        | 0-3          |
| W Connection         | 4-3     | Red Bull New York     | 2-2        | 2-1          |
| DC United            | 2-2     | CD Luis Ángel Firpo   | 1-1        | 1-1 ns (5-4) |
| Municipal Liberia    | 3-6     | Real España           | 3-0        | 0-6          |
| Toronto FC           | 0-1     | Puerto Rico Islanders | 0-1        | 0-0          |

### Groepsfase
Speeldata
speeldag 1: 18-20 augustus 2009
speeldag 2: 25-27 augustus 2009
speeldag 3: 15-17 september 2009
speeldag 4: 22-24 september 2009
speeldag 5: 29 september - 1 oktober 2009
speeldag 6: 20-22 oktober 2009
| Betekenis van de kleuren in de groepstabel |
| ------------------------------------------ |
| Teams die door zijn naar de volgende ronde |
| Teams die zijn uitgeschakeld               |

In de uitslagentabellen is het thuisteam genoteerd in de linker kolom.

#### Groep A
| Team              | Pld | W | D | L | GF | GA | GD  | Pts |
| ----------------- | --- | - | - | - | -- | -- | --- | --- |
| CF Pachuca        | 6   | 5 | 0 | 1 | 15 | 4  | +11 | 15  |
| CD Árabe Unido    | 6   | 3 | 1 | 2 | 13 | 9  | +4  | 10  |
| Houston Dynamo    | 6   | 2 | 1 | 3 | 9  | 8  | +1  | 7   |
| AD Isidro Metapán | 6   | 1 | 0 | 5 | 3  | 19 | −16 | 3   |

|                   | ARA | HOU | MET | PAC |
| ----------------- | --- | --- | --- | --- |
| CD Árabe Unido    | -   | 1-1 | 6-0 | 4-1 |
| Houston Dynamo    | 5-1 | -   | 1-0 | 0-1 |
| AD Isidro Metapán | 0-1 | 3-2 | -   | 0-4 |
| CF Pachuca        | 2-0 | 2-0 | 5-0 | -   |

#### Groep B
| Team              | Pld | W | D | L | GF | GA | GD  | Pts |
| ----------------- | --- | - | - | - | -- | -- | --- | --- |
| Club Toluca       | 6   | 4 | 1 | 1 | 15 | 4  | +11 | 13  |
| Club Marathón     | 6   | 4 | 0 | 2 | 12 | 14 | −2  | 12  |
| DC United         | 6   | 3 | 1 | 2 | 12 | 8  | +4  | 10  |
| San Juan Jabloteh | 6   | 0 | 0 | 6 | 4  | 17 | −13 | 0   |

|                   | DCU | MAR | SJJ | TOL |
| ----------------- | --- | --- | --- | --- |
| DC United         | -   | 3-0 | 5-1 | 1-3 |
| Club Marathón     | 3-1 | -   | 3-1 | 2-0 |
| San Juan Jabloteh | 0-1 | 2-4 | -   | 0-1 |
| Club Toluca       | 1-1 | 7-0 | 3-0 | -   |

#### Groep C
| Team                  | Pld | W | D | L | GF | GA | GD  | Pts |
| --------------------- | --- | - | - | - | -- | -- | --- | --- |
| Cruz Azul             | 6   | 5 | 1 | 0 | 16 | 4  | +12 | 16  |
| Columbus Crew         | 6   | 2 | 2 | 2 | 5  | 9  | −4  | 8   |
| Deportivo Saprissa    | 6   | 1 | 2 | 3 | 6  | 8  | −2  | 5   |
| Puerto Rico Islanders | 6   | 0 | 3 | 3 | 6  | 12 | −6  | 3   |

|                       | COL | CRU | PRI | SAP |
| --------------------- | --- | --- | --- | --- |
| Columbus Crew         | -   | 0-2 | 2-0 | 1-1 |
| Cruz Azul             | 5-0 | -   | 2-0 | 2-0 |
| Puerto Rico Islanders | 1-1 | 3-3 | -   | 1-1 |
| Deportivo Saprissa    | 0-1 | 1-2 | 3-1 | -   |

#### Groep D
| Team               | Pld | W | D | L | GF | GA | GD | Pts |
| ------------------ | --- | - | - | - | -- | -- | -- | --- |
| Pumas UNAM         | 6   | 4 | 1 | 1 | 15 | 6  | +9 | 13  |
| CSD Comunicaciones | 6   | 3 | 0 | 3 | 6  | 8  | −2 | 9   |
| W Connection       | 6   | 2 | 1 | 3 | 10 | 9  | +1 | 7   |
| Real España        | 6   | 2 | 0 | 4 | 6  | 14 | −8 | 6   |

|                    | COM | RES | UNA | WCO |
| ------------------ | --- | --- | --- | --- |
| CSD Comunicaciones | -   | 2-0 | 2-1 | 0-3 |
| Real España        | 2-0 | -   | 1-5 | 1-0 |
| Pumas UNAM         | 1-0 | 4-0 | -   | 2-1 |
| W Connection       | 1-2 | 3-2 | 2-2 | -   |

### Knock-outfase

#### Kwart finale
De heenwedstrijden werden van 9 tot en met 11 maart gespeeld, de terugwedstrijden van 16 tot en met 17 maart.
| Team 1             | Tot. | Team 2      | 1e wedstr. | 2e wedstr. |
| ------------------ | ---- | ----------- | ---------- | ---------- |
| CSD Comunicaciones | 2-3  | CF Pachuca  | 1-1        | 1-2        |
| CD Árabe Unido     | 0-4  | Cruz Azul   | 0-1        | 0-2        |
| Columbus Crew      | 4-5  | Club Toluca | 2-2        | 2-3        |
| Club Marathón      | 3-6  | Pumas UNAM  | 2-0        | 1-6        |

#### Halve finale
De heenwedstrijden werden op 30 en 31 maart gespeeld, de terugwedstrijden op 6 en 7 april.
| Team 1      | Tot. | Team 2     | 1e wedstr. | 2e wedstr. |
| ----------- | ---- | ---------- | ---------- | ---------- |
| Club Toluca | 1-2  | CF Pachuca | 1-1        | 0-1        |
| Pumas UNAM  | 1-6  | Cruz Azul  | 1-0        | 0-5        |

#### Finale
De heenwedstrijd werd op 21 april gespeeld, de terugwedstrijd op 28 april 2010.
| Team 1    | Tot.    | Team 2     | 1e wedstr. | 2e wedstr. |
| --------- | ------- | ---------- | ---------- | ---------- |
| Cruz Azul | 2-2 (u) | CF Pachuca | 2-1        | 0-1        |

### Topscorers
| Doelpunten | Naam                 | Team           |
| ---------- | -------------------- | -------------- |
| 9          | Ulises Mendivil      | CF Pachuca     |
| 8          | Orlando Rodríguez    | CD Árabe Unido |
| 6          | Javier Orozco        | Cruz Azul      |
| 5          | Jonathan Faña Frias  | W Connection   |
| 5          | Carlos Pavón         | Real España    |
| 5          | Pablo Zeballos       | Cruz Azul      |
| 5          | Edgar Benítez        | CF Pachuca     |
| 4          | Paul Nicolás Aguilar | CF Pachuca     |
| 4          | Douglas Matosso      | Real España    |
| 4          | Francisco Palencia   | Pumas UNAM     |

Champions Cup: 1962 · 1963 · 1964 · 1965 · 1967 · 1968 · 1969 · 1970 · 1971 · 1972 · 1973 · 1974 · 1975 · 1976 · 1977 · 1978 · 1979 · 1980 · 1981 · 1982 · 1983 · 1984 · 1985 · 1986 · 1987 · 1988 · 1989 · 1990 · 1991 · 1992 · 1993 · 1994 · 1995 · 1996 · 1997 · 1998 · 1999 · 2000 · 2002 · 2003 · 2004 · 2005 · 2006 · 2007 · 2008 

Champions League: 2008/09 · 2009/10 · 2010/11 · 2011/12 · 2012/13 · 2013/14 · 2014/15 · 2015/16 · 2016/17 · 2018 · 2019 · 2020 · 2021 · 2022 · 2023